# Борго Паче
Борго Паче (итал. Borgo Pace) је насеље у Италији у округу Пезаро и Урбино, региону Марке.
Према процени из 2011. у насељу је живело 320 становника. Насеље се налази на надморској висини од 471 м.

## Становништво
| 1931. | 1936. | 1951. | 1961. | 1971. | 1981. | 1991. | 2001. | 2011. |
| ----- | ----- | ----- | ----- | ----- | ----- | ----- | ----- | ----- |
| 1.736 | 1.733 | 1.862 | 1.462 | 1.004 | 847   | 729   | 661   | 643   |